# Han-sur-Meuse
Han-sur-Meuse är en kommun i departementet Meuse i regionen Grand Est (tidigare regionen Lorraine) i nordöstra Frankrike. Kommunen ligger i kantonen Saint-Mihiel som tillhör arrondissementet Commercy. År 2022 hade Han-sur-Meuse 269 invånare.

## Befolkningsutveckling
Antalet invånare i kommunen Han-sur-Meuse
| Referens: INSEE |